# Landjazat
Landjazat o Lanjazat (in armeno Լանջազատ?, fino al 1940 Janatlu, fino al 1967 Zovashen) è un comune dell'Armenia di 1 328 abitanti (2008) della provincia di Ararat.